# Pulgasari
Pour plus de détails, voir Fiche technique et Distribution.
Pulgasari (불가사리) est un film nord-coréen réalisé par Shin Sang-ok,  sorti en 1985.

## Synopsis
Au cours de la période de Goryeo, un roi dirige le pays d'une main de fer et réduit la population paysanne à la misère et à la famine. Un vieux forgeron sculpte une figurine de monstre à l'aide de grains de riz. Quand elle entre en contact avec le sang de la fille du forgeron, la figurine prend vie et se transforme en monstre de métal géant appelé Pulgasari.
Le roi apprend qu'un soulèvement est en cours et compte bien l'écraser. Cependant, Pulgasari combat aux côtés de l'armée de paysans afin de renverser la monarchie. Néanmoins, son appétit est tellement grand qu'il commence à manger les outils des agriculteurs, de sorte que la petite fille qui l'a engendré décide de se sacrifier en se déguisant pour servir de repas à Pulgasari. Quand le monstre la mange accidentellement, il explose et meurt.

## Fiche technique
- Titre : Pulgasari
- Titre original : 불가사리
- Réalisation : Shin Sang-ok
- Scénario : Kim Se-ryun
- Musique : Jong Gon-so
- Photographie : Kenichi Eguchi, Cho Myong-hyon et Park Sung-ho
- Montage : Kim Ryon-sun
- Société de production : Korean Film Studio et Shin Film Productions
- Pays : Modèle:North Korea
- Genre : Action, drame et fantastique
- Durée : 95 minutes
- Dates de sortie : 
  -  Corée du Nord : 1985

## Distribution
- Chang Son-hui : Ami
- Ham Gi-sop : Inde
- Ri Jong-uk : Ana
- Ri Gwon : Takse
- Gyong-ae Yu : Mère d'Inde
- Hye-chol Ro : Frère d'Inde
- Sang-hun Tae : un soldat des forces rebelles
- Gi-chon Kim : un soldat des forces rebelles
- In-chol Ri : un soldat des forces rebelles
- Riyonun Ri : général Fuan
- Yong-hok Pak : Le roi
- Pong-ilk Pak : Le gouverneur
- Kenpachiro Satsuma : Pulgasari
- Little Man Machan : Bébé Pulgasari

## Autour du film
- C'est le seul Kaijū eiga nord-coréen.
- Le film fut tourné en Corée du Nord sous la contrainte du régime de Kim Jong-il, le réalisateur et sa femme ayant été enlevés car jouissant d'une bonne carrière en Corée du Sud. Ils furent forcés de faire des films qui pourraient redorer le blason de la production cinématographique nord-coréenne à l'international, dont le film Pulgasari. Cela donne ce mélange étrange entre Godzilla et propagande dans le film[1].